# Métro de Bichkek
La construction du  métro de Bichkek (russe : Бишкекское лёгкое метро) était discutée par la mairie de Bichkek et le Soviet de ville (Кенеш), pour faciliter les déplacements dans la capitale du Kirghizistan. En effet la population de la ville a augmenté de 625 000 habitants en 1991 jusqu'à 880 000 en 2006 (et en tenant compte des migrants illégaux, le chiffre réel est probablement de plus d'un million), et devrait vers 2025 atteindre 1 200 000 habitants.
En 2020 la mairie de Bichkek déclarait que la construction du métro coûtait trop cher et n'est plus planifiée.